# Normandisk cob
Den Normandiska Coben är en fransk hästras som föds upp i de flerhundraåriga stuterierna Le Pin och Saint Lo i Normandie i Frankrike. Detta område har varit känt som ett av världens bästa uppfödarområde på grund av de kalkrika jordarna som ger frodiga ängar. På dessa stuterier föds flera andra franska raser upp. Den ganska stora och grova coben härstammar från små hästar som kallades bidets som ursprungligen kom från Asien. Namnet till trots så är inte den normandiska coben den typ av häst som kallas Cob i vanliga fall men har fått namnet på grund av sin likhet med dessa hästar.

## Historia
De små hästarna, kallade Bidets, som är grunden för den normandiska coben fördes från Asien av kelterna under Romarrikets utbredning. Dessa hästar fördes genom Ryssland och där blandades de med mongoliska och orientaliska hästar. Det var till slut romarna som gav hästarna styrka och tyngd genom att korsa de små hästarna med tunga draghästar för att få fram starka nyttohästar till både jordbruk och krig. Dessa krigshästar kom även till Frankrike där uppfödarna i Normandie tog dem till sig och började avla tunga kavallerihästar.
Under 1500- och 1600-talen började man dock att avla ut hästarna med de mycket smidigare, ädlare Berberhästarna som importerades från Spanien, för att få fram lättare hästtyper. 1728 startades stuteriet Le Pin men den normandiska coben hade dock minskat drastiskt i antal efter experiment och utavel med Norfolktravare och engelska fullblod. Dessa korsningar utvecklades senare till utmärkta ridhästar, bland annat Selle francais-hästarna. De få exemplar av de tunga normandiska hästarna som sparades fördes till de kungliga stuterierna som menade att de behövde hästar i den kalibern. Frankrike hade då ett, som det verkade, omättligt behov av stridshästar. Men man kunde nu rädda den Normandiska Coben på en begäran av den franske kungen Ludvig XIV som han utlyste år 1806.
De normandiska cobarna fördes då till Saint Lo-stuteriet och 1912 fanns där över 420 hingstar. Under den här tiden skiljde man dessutom rasen åt i två olika typer, en tyngre dragare och en lite lättare kavallerihäst. Dragarna fick sina svansar kuperade för att underlätta körningen. Man ansåg att tömmarna kunde fastna under svansen annars.
1944 förstördes byggnaden av tyskarna men efter Andra världskrigets slut byggdes nya anläggningar upp i samma område. Det tog många år innan stammen kunde byggas upp igen. 1976 hade stuteriet ändå lyckats avla fram 186 avelshingstar, dock var bara 60 av dem riktiga normandiska cobar. Det finns ingen stambok för rasen men all avel dokumenteras och en del avelshingstar måste gå igenom prestationsprov innan de kan registreras.

## Egenskaper

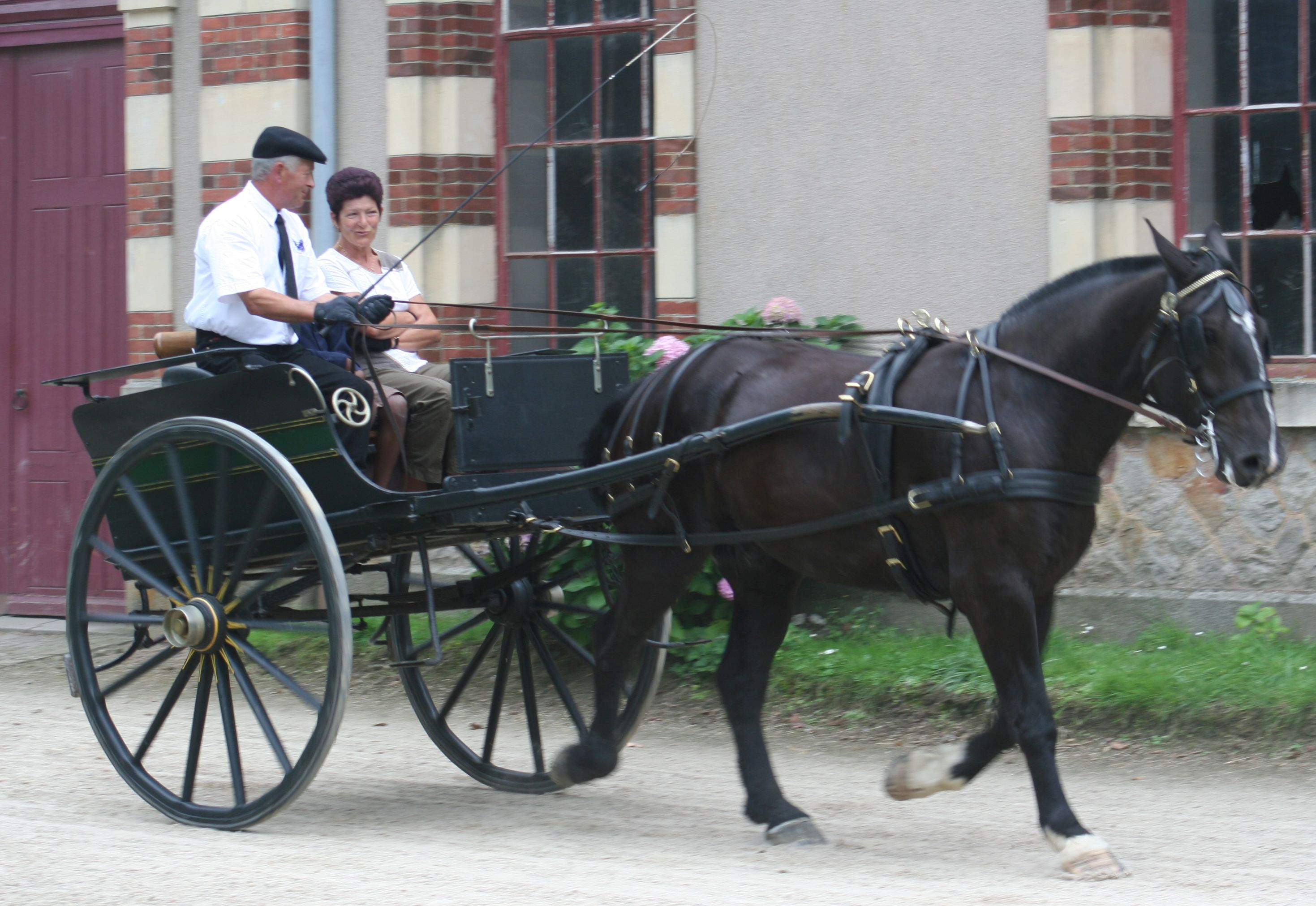
Den normandiska coben är en utmärkt körhäst, men fungerar även som tyngre ridhäst.

Den Normandiska Coben är egentligen ingen Cob, då detta är en beteckning på en häst som har en utmärkt exteriör för ridning och ridsport, men kallas så då den har många av de egenskaper som dagens Cobar ska ha. Många menar att den egentligen inte ens är en kallblodshäst utan att rasen borde räknas som en tyngre och kraftigare halvblodshäst. Men den normandiska coben har många egenskaper som passar bra med kallblodshästar t.ex. styrkan och sundheten. Kroppsmässigt är rasen inte lika kraftig som många av dagens kallblodsraser och saknar hovskägg även om det finns en antydan till det.
De normandiska cobarna har ganska korta ryggar, kort och kraftig nacke och är lugna och lätthanterliga i temperamentet. De är livligare än andra kallblodshästar och har mer fjädrande rörelser. Den Normandiska Coben är ganska sällsynt i resten av världen även om det finns exemplar utspridda överallt. Men på franska landsbygden är denna ras populär och väldigt vanlig.